# Winthemia ostensackenii
Winthemia ostensackenii là một loài ruồi trong họ Tachinidae.